# Erlenbruch (Stadum)
Koordinaten: 54° 45′ 39″ N, 9° 1′ 0″ O
Das Erlenbruch ist ein Naturschutzgebiet in der schleswig-holsteinischen Gemeinde Stadum im Kreis Nordfriesland. Das knapp 5 Hektar große Naturschutzgebiet ist unter der Nummer 71 in das Verzeichnis der Naturschutzgebiete des Ministeriums für Landwirtschaft, Umwelt und ländliche Räume eingetragen. Es wurde 1968 ausgewiesen (Datum der Verordnung: 2. August 1968). Zuständige untere Naturschutzbehörde ist der Kreis Nordfriesland.
Das Naturschutzgebiet liegt zwischen Leck und Stadum westlich von Fresenhagen. Es ist größtenteils Bestandteil des aus drei Teilflächen bestehenden, 50 Hektar großen FFH-Gebietes „Wälder an der Lecker Au“. Das Schutzgebiet grenzt im Norden an den Schwarzen Strom, im Osten an den Hedwigsruh-Graben und im Westen an den Lecker Grenzgraben. Es wird von einem Erlenbruchwald sowie von zwischen dem Bruchwald und dem Schwarzen Strom liegenden, extensiv genutzten Grünländereien geprägt. Das Naturschutzgebiet ist größtenteils von landwirtschaftlichen Nutzflächen umgeben.